# 5967 Edithlevy
5967 Edithlevy eller 1991 CM5 är en asteroid i huvudbältet som upptäcktes den 9 februari 1991 av den amerikanska astronomen Carolyn S. Shoemaker vid Palomar-observatoriet. Den är uppkallad efter den kanadensika astronomen David H. Levy mor, Edith P. Levy.
Asteroiden har en diameter på ungefär 3 kilometer och den tillhör asteroidgruppen Hungaria.